# Lorenzo Milesi
Lorenzo Milesi (ur. 19 marca 2002 w San Giovanni Bianco) – włoski kolarz szosowy.

## Osiągnięcia
Opracowano na podstawie:

2019
- 2. miejsce w mistrzostwach Włoch juniorów (jazda indywidualna na czas)

2020
- 3. miejsce w mistrzostwach Europy juniorów (jazda indywidualna na czas)
- 1. miejsce w mistrzostwach Włoch juniorów (jazda indywidualna na czas)

2022
- 1. miejsce w klasyfikacji górskiej Le Triptyque des Monts et Châteaux
  - 1. miejsce na etapach 1. i 3a
- 1. miejsce na 9. etapie Tour de l’Avenir

## Rankingi
| Rok             | 2022  | 2023 | 2024 |
| --------------- | ----- | ---- | ---- |
| World Ranking   | 1042. | 324. | 515. |
| UCI Europe Tour | 747.  | -    | -    |
|                 |       |      |      |
| Źródło: UCI     |       |      |      |